# Aloïs Riedler
Aloïs Riedler (né le 15 mai 1850 à Graz ; † 25 octobre 1936 à Bad Semmering) est un ingénieur motoriste autrichien. Spécialiste des machines tournantes, il s'opposa à Reuleaux sur l'enseignement de la mécanique en Allemagne.

## Biographie

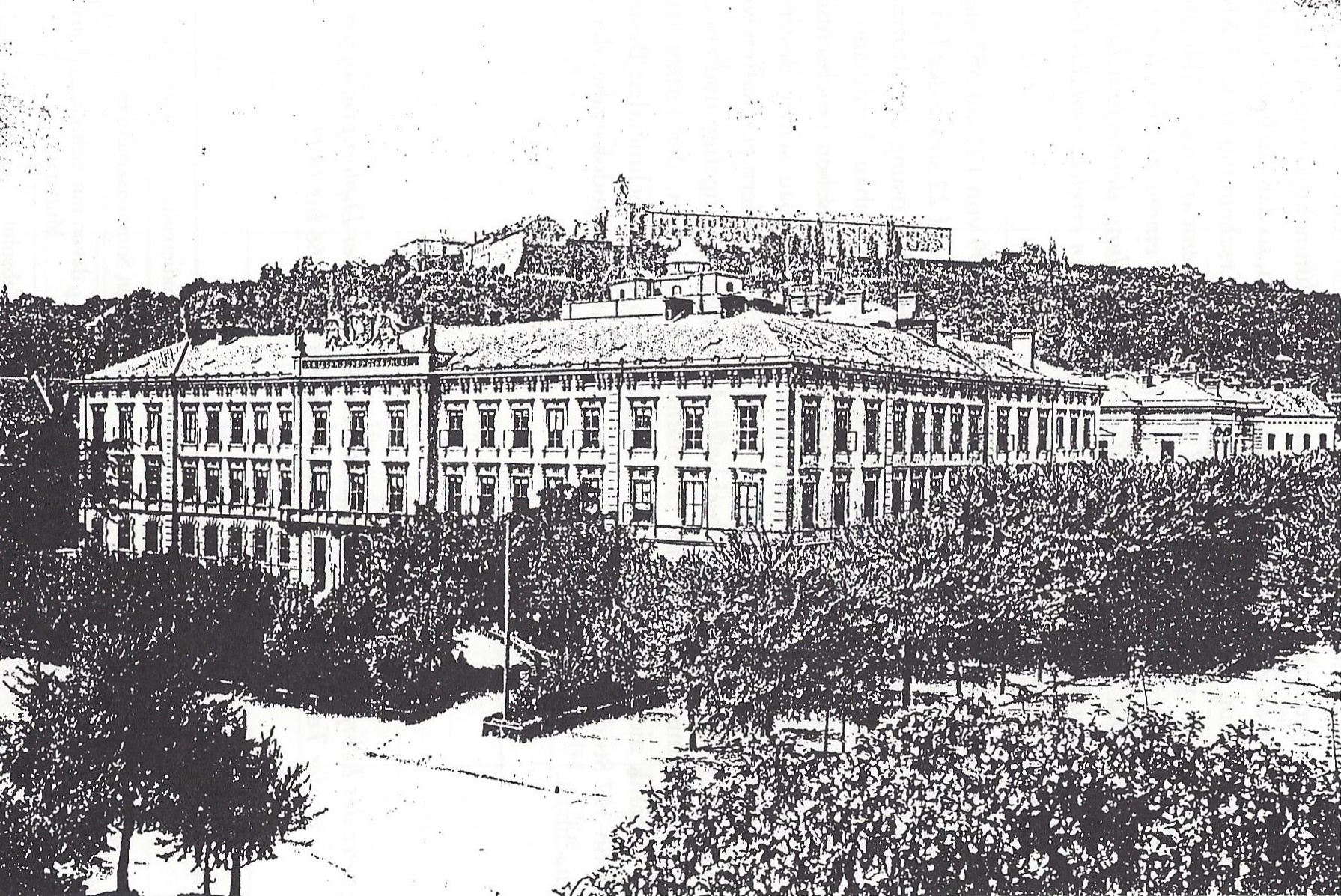
Riedler enseigna d'abord à l'École technique de Brünn.

Fils d'un blanchisseur, il étudia de 1866 à 1871 le génie mécanique à l'Université technique de Graz, puis fut quelques années maître-assistant à l’École technique de Brünn et finalement à l’Université technique de Vienne, tout en travaillant à partir de 1875 comme projeteur pour Johann von Radinger (de). Le gouvernement autrichien le chargea d'organiser le département des machines pour les expositions universelles de Philadelphie (1876) et de Paris (1878). Dans les articles et revues de presse, il s'opposait à l'Allemand Reuleaux sur la forme que devait prendre l'enseignement de la mécanique : non pas théorique et fondé sur la cinématique, mais plutôt pratique et formé par la pratique d'atelier : il avait en effet constaté lors des foires internationales, et plus encore à l’Exposition universelle de 1893 à Chicago, qu'en matière de conception, l'industrie américaine florissante se caractérisait par l'empirisme et l'opportunisme.

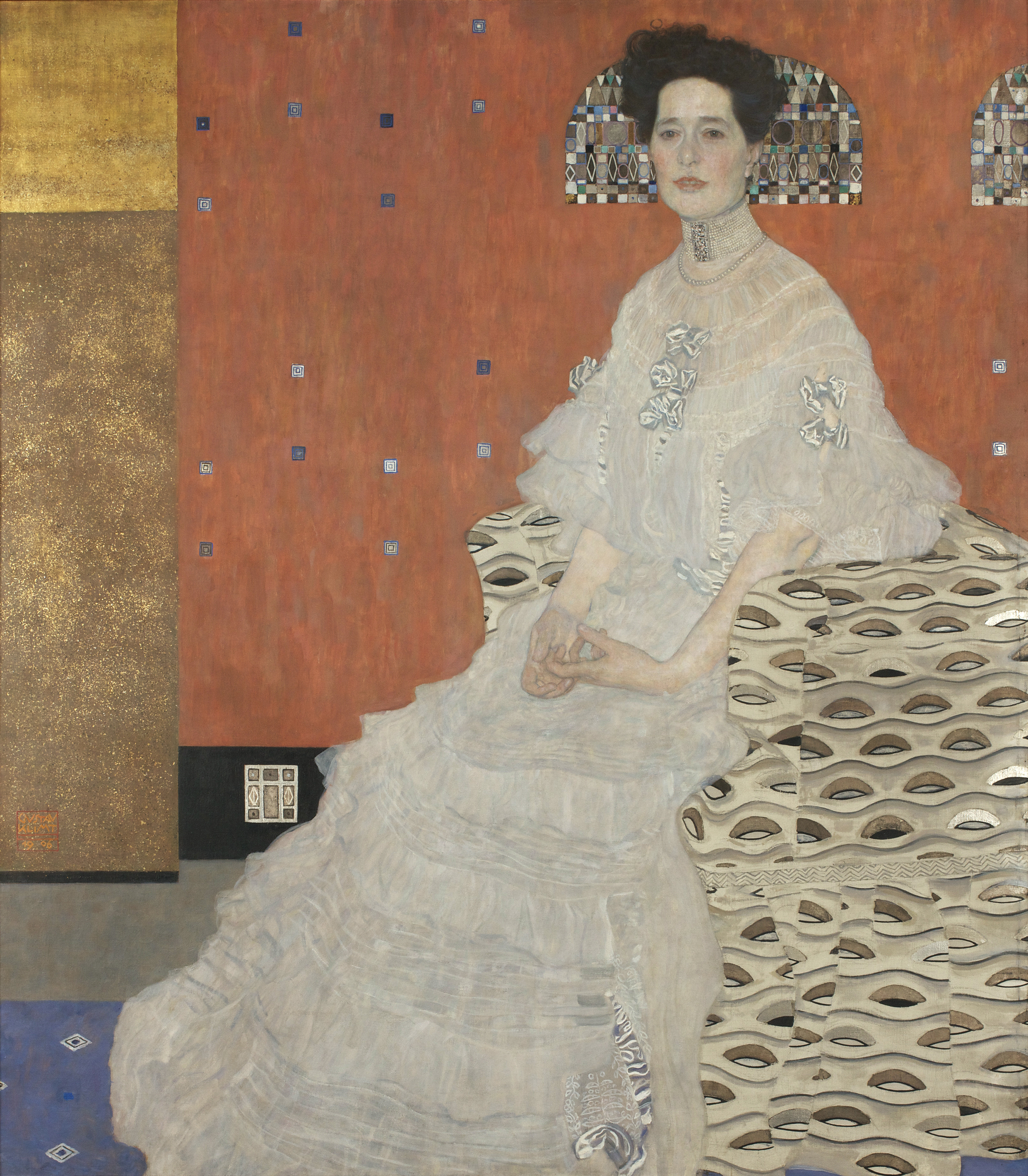
Portrait de Fritza Riedler, par Gustav Klimt (1906).

En 1880, il accepta le poste de professeur surnuméraire de génie mécanique que lui proposait l'université technique de Munich, avant d'obtenir la chaire de mécanique de l'École des Mines d'Aix-la-Chapelle en 1884, grâce à une thèse sur la fabrication d'injecteurs tournants appliquée aux pompes et turbines à vapeur. Dans cet établissement, voué aux applications industrielles, il eut tout loisir de développer ses vues sur l'apprentissage de la mécanique par la pratique.
Entre-temps, ses inventions l'avaient fait connaître du conseiller Althoff, et quatre ans plus tard, à l'instigation des industriels du Brandebourg, il fut appelé à l’École industrielle de Berlin-Charlottenbourg, où il enseigna jusqu'à sa promotion au rang de professeur émérite (1921), et où il fut même recteur en 1899-1900. Il y créa le laboratoire des moteurs, et y imposa l'enseignement du dessin technique, dont il est le véritable promoteur dans le monde germanophone. Ses pompes à haut régime équipaient désormais les stations d'épuration et les mines. Il généralisa l'usage de l'indicatrice pour mesurer le rendement des moteurs en temps réel et fut l'un des premiers à utiliser des diagrammes de Sankey pour représenter les flux d'énergie et les sources de dissipation ; mais il se consacrait désormais surtout à l'automobile.
Avec l'appui de ses collègues Adolf Slaby et Carl von Bach, Riedler milita auprès des autorités allemandes pour la promotion sociale des ingénieurs, l'attribution aux écoles techniques des mêmes prérogatives que les universités en matière de collation des diplômes, et enfin la création d'une académie des technologies ; mais en cela il se heurta aux professeurs de science physique, partisans d'une approche mathématique de leur discipline, et ce n'est qu'un siècle plus tard que sera créée Acatech.
Après la Première guerre mondiale, ses idées perdirent en audience car l'industrie allemande s'inspirait de plus en plus du modèle américain. Riedler ne se consacra plus qu'à l’histoire des techniques ; il se retira alors à Vienne et mourut, presque oublié, le 25 octobre 1936, dans la ville d'eau de Semmering. Sa femme, Fritza Riedler (née Langer), s'était éteinte en 1927 : Gustav Klimt avait peint son portrait en 1906, et ce tableau rejoignit en 1937 les collections du palais du Belvédère.

## Distinctions
- Nommé Conseiller d’État;
- 1897 décoré de la médaille Grashof de l'Association des ingénieurs allemands (VDI), dont il était membre depuis plusieurs années[2].
- 1898 Membre de la Chambre des seigneurs de Prusse;
- 1931 titulaire de la médaille d'or de l'Association autrichienne des Ingenieurs et des Architectes, dont il était membre correspondant depuis 1900.
- Dr. honoris causa
- 1938 inauguration d'une plaque commémorative de la VDI à l'université technique de Graz[3].

## Écrits
- Gesteins-Bohrmaschinen und Luftkompressions-Maschinen (1877), Vienne : Commissions-Verlag von Faesy & Frick : K.u.K. Hofbuchhandlung
- Unterirdische Wasserhaltungsmaschinen mit gesteuerten Ventilen (1888), Freiberg
- Die Kraftversorgung von Paris (1889), Berlin
- Neuere Wasserwerksmaschinen (1890), Berlin
- Skizzen zu den Vorlesungen über Lasthebemaschinen (1892), Berlin
- (de) Aloïs Riedler, « Studien über Kraftverteilung », Zeitschrift des Vereines deutscher Ingenieure, Berlin, no 37,‎ 1893, p. 237-245 et 267-276
- Neuere Schiffshebewerke (1897), Berlin
- Unsere Hochschulen und die Anforderungen des 20. Jahrhunderts (1898), Berlin
- Die Technischen Hochschulen und ihre wissenschaftlichen Bestrebungen (1899), Leipzig
- Schnellbetrieb : Erhöhung der Geschwindigkeit & Wirtschaftlichkeit der Maschinenbetriebe (1899), Berlin
- Über die geschichtliche und zukünftige Bedeutung der Technik (1900), Berlin
- Wissenschaftliche Automobil-Wertung (1912), Berlin
- Das Maschinenzeichnen (1913), Berlin, éd. J. Springer.
- Dieselmotoren (1914), Vienne, éd. Verl. für Fachliteratur,
- Emil Rathenau und das Werden der Großwirtschaft (1916), éd. Springer, Berlin
- Die neue Technik (1921), Berlin, éd. Siegismund,
- Groß-Gasmaschinen (rééd. 2007)', Sarrebrück, éd. VDM, Müller.